# Arroyo de Otazo
Der Arroyo de Otazo ist ein im Osten Uruguays gelegener Fluss.
Der zum Einzugsgebiet der Laguna Merín zählende Fluss entspringt einige Kilometer südsüdwestlich von Puntas del Parao in der Cuchilla Grande. Unweit südöstlich ist die Quelle des Arroyo del Parao gelegen. Er verläuft auf dem Gebiet des Departamentos Treinta y Tres zunächst in südliche Richtung und passiert westlich den Cerro de la Tuna Sola, dann ändert er seine Fließrichtung nach Osten. Er mündet schließlich einige Kilometer nordwestlich von Vergara als rechtsseitiger Nebenfluss in den Arroyo del Parao.